# Daleko jeszcze? (film)
Daleko jeszcze? – amerykańska komedia romantyczna z 2005 roku w reżyserii Briana Levanta. Film był kręcony w Vancouver w Kolumbii Brytyjskiej, w Kanadzie.

## Obsada
- Ice Cube – Nick Persons
- Nia Long – Suzanne Kingston
- Aleisha Allen – Lindsey Kingston
- Philip Daniel Bolden – Kevin Kingston
- Jay Mohr – Marty
- M.C. Ginley – Al Buck
- C. Ernst Harth – Ernst
- Nichelle Nichols – Miss Mable
- Henry Simmons – Carl
- Nichelle Nichols – Panna Mable
- Robert Manitopyes – Gliniarz na przyjęciu
- Sean Millington – Frank Kingston
- Adrian Holmes – Koszykarz

i inni.

## Opis fabuły
Nick Persons, sprzedawca pamiątek sportowych, zakochuje się w Suzanne Kingston, która pracuje w sklepie po drugiej stronie ulicy. Okazuje się, że kobieta ma dwójkę nieznośnych dzieci, które nie akceptują związków swojej matki. 11-letnia Lindsey i jej 7-letni brat Kevin wierzą, że jedynym mężczyzną, który jest przeznaczony dla Suzanne jest ich ojciec, który opuścił ich kilka lat temu.
Suzanne wyjeżdża do Vancouver, gdzie organizuje zabawę sylwestrową. Nick obiecuje, że dowiezie na miejsce dzieci. W czasie podróży spotyka ich wiele niespodzianek, niezwykłych splotów wydarzeń, a także niefortunnych wypadków. Ostatecznie udaje im się dotrzeć na miejsce. Niezwykłe perypetie zbliżają do siebie Nicka i dzieci Suzanne.
Film wieńczy pocałunek szczęśliwej pary – Nicka i Suzanne.